# Diadematoida
Diadematoida é uma ordem de ouriços-do-mar da classe Echinoidea caracterizada pela presença de
espinhos ocos, ou apenas preenchidos por uma estrutura em malha aberta na parte central, e por terem 10 placas bucais em torno da boca. A sua testa pode ser rígida ou flexível. O registo fóssil conhecida estende-se desde o Jurássico inferior ao presente.

## Famílias
A ordem Diadematoida inclui as seguintes famílias:
- Família Aspidodiadematidae
- Família Diadematidae
- Família Lissodiadematidae
- Família Micropygidae